# Témoin sous protection

Témoin sous protection (titre original : Federal Protection) est un film américain réalisé par Anthony Hickox et sorti en 2002.

## Synopsis
À Chicago, Frank Carbone, un gangster de longue date, retourne sa veste lorsque le milieu pose un contrat sur sa tête après l'échec d'une de ses missions. Il décide donc de témoigner devant la justice et de bénéficier du programme de protection rapprochée des témoins. Mais un nouveau look et une nouvelle identité ne peuvent effacer son passé, notamment auprès de ses jolies voisines cupides. Il est alors obligé de reprendre ses pratiques mafieuses...

## Fiche technique
- Titre : Témoin sous protection
- Titre original : Federal Protection
- Producteur : Anthony Hickox
- Genre : Film policier, film d'action, Thriller
- Durée : 90 minutes
- Date de sortie :
  - États-Unis : 2002

## Distribution
- Armand Assante : Frank Carbone/Howard Akers
- Angela Featherstone : Leigh Kirkindall
- Dina Meyer : Bootsie Cavander
- David Lipper : Denny Kirkindall
- Frank Chiesurin : Sid
- Tony Calabretta : Pasquale 'Patsy' Dilepsi
- Mark Camacho : Joseph Pagnozzi
- Steve Park : Steven Park